# Horisme pallidimacula
Horisme pallidimacula là một loài bướm đêm trong họ Geometridae.